# كسيبورنول
كسيبورنول Xibornol هو مركب محب للدسم.
- الزمرة الدوائية مضاد حيوي. يستخدم في علاج التهابات الحلق [2]

## الاسم العلمي وفقاً لـ IUPAC
4,5-dimethyl-2-[(1S,4R,6R)-1,7,7-trimethyl-6-bicyclo[2.2.1]heptanyl]phenol

- الصيغة الكيميائية C18H26O
- الكتلة المولية 258.398 غ/مول
- الاستخدام الطبي علاج التهاب الحلق.

## الآلية
له فعالية تجاه الجراثيم سلبية الغرام، مثل المكورات العنقودية، المكورات العقدية، النزلة الوافدة.

## الآثار الجانبية
- إسهال.
- طفح جلدي.

## الجرعة
- علاج إنتانات الجراثيم المتحسسة له (فموياً): البالغين 1-1.5 غ/يوم.
- الأشكال الصيدلانية انحلاله بالماء ضعيف، فكان من الصعب إيجاد محضرات ثابتة منه، لذلك يصنع على شكل رذاذة لمعلق مائي، ويستخدم لهذا الغرض اللابرازول Labrasol واللابرافاك Labrafac كعامل فعال على السطح والتراسكوتول Transcutol كمساعد للعامل الفعال على السطح.
- تركيزه: 3% و/ح.
- يؤمن ثبات ولزوجة جيدين لمدة شهرين، في درجة حرارة 4-25 م.[4]